# Anopheles telamali
Anopheles telamali este o specie de țânțari din genul Anopheles, descrisă de Saliternik și Theodor în anul 1942.
Este endemică în Israel. Conform Catalogue of Life specia Anopheles telamali nu are subspecii cunoscute.